# نهر القاش
القاش Gash أو مارب Mareb هو نهر موسمي ينبع من المرتفعات الأريترية،
ومن خصائصه أنه لا يصب في رافد رئيسي ولا بحر أو محيط أو بحيرة أو أي مسطح مائي بل تندلق مياهه في سهول رملية.
أما في موسم الجفاف فهو عبارة عن واد رملي واسع.
ويمر مساره بدولتين فقط هما إريتريا والسودان وينتميان إلى دول حوض النيل.

## التسمية
ترجع تسمية النهر باسم مأرب نسبة إلى سد مأرب في اليمن حيث كانت أريتريا تشكل حسب الإسطورة التاريخية الغئزية جزء من مملكة سبأ التي شيدت السد. أما بالنسبة لتسمية النهر بالقاش فقد اختلفت الروايات. فهناك من يقول بأن التسمية تعني النهر المدلل بلغة الحلنقة سكان المنطقة، ويرى البعض بأن لفظ «القاش» مشتق من لفظ القشاش باللهجة العربية السودانية بمعنى الكاسح أو الجارف الذي يجرف كل شيء للدلالة على عنفوان النهر وجيشانه أثناء فيضانه الموسمي. ويعتقد البعض بأن اللفظ قاش يعني الفوار بلغة الهدندوة (إحدى قبائل البجة) المقيمين في المنطقة وذلك في إشارة إلى فوران النهر أثناء فيضانه.

## مسار النهر
ينبع نهر القاش من أواسط المرتفعات الأريترية باسم مارب في منطقة ماي امبسا جنوب العاصمة الإريترية أسمرة وتصب فيه مياه روافده من الجانب الإثيوبي وهي أنهار سارانا وبالاسا وماي شاوش وأنغويا. وأما من الجانب الإريتري فيلتقي به نهر مابل. ويمكن تقسيم مسار النهر إلى ثلاثة أجزاء. الجزء الأول وطوله حوالي 175 كيلو متر يبدأ من أمبا تكارا وحتى قرية أراكبو في إريتريا ويسمى مارب وتجري مياهه طول أيام السنة. والجزء الثاني وطوله 240 كيلو متر يمر عبر منطقة كناما ومياهه موسمية، وأما الجزء الثالث والأخير فهو يأخذ اسم القاش ويمر عبر مدينة تسني في إريتريا وينتهي في سهول كسلا في السودان، ولا تظهر مياهه على السطح إلا في الفترة من يونيو / حزيران وحتى سبتمبر / أيلول، متزامنة مع هطول الأمطار الغزيرة في المرتفعات. ويبلغ طول نهر القاش من منبعه في المرتفعات الإريترية وحتى مصبه في سهول كسلا 440 كيلو متر أي (270)ميل.

## مقرنالقاش
يلتقي بنهر بالاسا ويأخذ اتجاه الجنوب ثم الشمال منحدرا نحول السهول الغربية لإريتريا وصوب الحدود السودانية، وخلافا لما هو عليه الحال في نهر سيتيت تكازي (نهر عطبرة) فإن نهر القاش لا يصل إلى نهر النيل، بل تندلق مياهه في سهول كسلا ليكون مستنقعاً في شكل دلتا 
ويعتبر القاش في السودان مميزا حيث يشكل المعلم الرئيسي لمدينة كسلا التي تتميز بكثرة الساقيات والبساتين التي يطلق عليها محلياً اسم الجنائن (مفردها جنينة).

## فيضان القاش
يتميز القاش بجفافه معظم أيام السنة، إلا أنه يفيض في موسم الخريف لمدة أربعة شهور في الفترة من يونيو / أيار- وحتى أكتوبر / تشرين الأول، بكميات كبيرة من المياه المندفعة حيث يستقبل حوضه كميات كبيرة من الأمطار ينتج عنها حوالي 3 مليار متر مكعب من المياه سنوياً تشكل فيضانات جامحة تهدد البلدات والقرى التي حولها خاصة مدينة كسلا في السودان كما حدث في عام 2003 م عندما دمّرت المياه أجزاء من أحياء سكنية في كسلا مثل الحلنقة والميرغنية.
فيضانات القاش
يعتبر القاش من الأودية الموسمية، ينبع من هضبة جبلية مرتفعة، وبدخوله الى الأراضي السودانية بنهاية النطاق الجبلي، تتشكل نقطة التقاطع بالمروحة الفيضية hydrographic apex، ليتدفق ضمن سهل فيضي مستو بطاقة عالية، ومحمل بكمية من الرواسب الفيضية والحطام الطيني وبطاقة عالية للتعرية مشكل مروحة فيضية alluvial fan. تشكّل المروحة الفيضية نتاج لامتداد منابع القاش الموسمي ضمن هضبة جبلية ووصوله لسهل منبسط، مما يجعله يشكل مروحة فيضية بشرق مدينة كسلا، ويغطي امتداد المروحة كامل النطاق العمراني للمدينة. بالرغم من الأهمية الأقتصادية للمروحة الفيضية المتمثلة بخصوبة تربتها واحتوائها على مياه تحت سطحية، الا انها تمثل خطر داهم يتمثل في شكلها الطبغرافي المعاكس لشكل مجاري الاودية. تتخذ المروحة الفيضية شكل إرسابي كقطعة مخروط يشع أسفل المنحدر من النقطة التي يبتعد فيها المجرى المائي من المنطقة الجبلية. بمرور الوقت تتراكم الرواسب وتغلق المجرى المائي او تقلل من عمقه، مما يجعله يفيض خارج نطاق المجرى ضمن منحدر يمثل نطاق المجرى اعلاه وينخفض كلما اتجخنا نحو الأطراف. 

## الأهمية الاقتصادية والسياسية
يشكل نهر القاش أهمية كبرى في اقتصاديات إقليم قاش - بركة في اريتريا وولاية كسلا في السودان. ففي مجال الزراعة يعتمد المزارعون في المنطقتين على مياهه الموسمية الوفيرة من أجل ري محاصيلهم. ومن أشهر هذه المحاصيل: القطن، القمح، قصب السكر، الحمضيات، المانجو، والموز والفول السوداني والخضروات مثل البصل. كما توجد فيه صناعة خفيفة مثل تعليب الفواكه وتجفيف البصل في كسلا وحلج القطن في تسني. وتنبت في ضفاف القاش أشجار الدوم ونبات عشار طويل وغيرها.
ومن الناحية السياسية يشكل نهر القاش حدودا طبيعية بين إثيوبيا وإريتريا.
ونظراً لأن النهر يتميز بانحداره الشديد وقوة جريانه فقد أقامت الإدارة الاستعمارية الإيطالية في أريتريا سنة 1924 م مشروعاً زراعياً صغيراً لإستغلال هذه الكمية الهائلة من المياه في منطقة تسني الفقيرة بالغرب الإريتري، لتنميتها حيث قامت بتشييد سد صغير وبحيرة صغيرة خلفه لتخزين المياه وشبكة من القنوات والجداول لري حوالي 10 ألف هكتار من الأراضي التي زرعت بالقطن طويل التيلة وبعض المحاصيل البستانية والموالح. وبالمثل أقامت إدارة السودان المصري الإنجليزي مشروعا أكبر في منطقة كسلا يعرف باسم مشروع القاش الزراعي وذلك بواسطة الري السطحي. ويطلق الإريتريون على المنطقة اسم (سلة غذاء إريتريا).
وتبلغ المساحة الكلية للدلتا 750 ألف فدان، تم استغلال 80 ألف فدان منها حيث يزرع القطن والذرة والقمح والفول السوداني.
وفي مجال الصيد يعتمد الصيادون على الأسماك المتوفرة فيه.
أما في مجال السياحة، فيتوافد إلى كسلا عدد من السياح خاصة من ولايات السودان المختلفة لزيارته، إذ يشكل نهر القاش ببساتينه النضرة معلما سياحياً بالمدينة إلى جانب جبال كسلا وتوتيل والتاكا ومكرام.
وفي أريتريا أطلق اسم القاش على المنطقة الغربية منها باسم منطقة قاش - بركة وعاصمتها أغوردات 

## أهمية تاريخية واجتماعية
وبغض النظر عن أهميته كحدود طبيعية بين إثيوبيا وأريتريا، فإن للقاش أهمية تاريخية تتمثل في أنه كان يشكل حدودا لإقليمين تاريخيين: بحر نجاش (أي مملكة البحر، بلغة التغرينيا) الواقعة شمال النهر تجاه البحر الأحمر وتعرف أيضاً باسم ميدري بحري (أي الأراضي المتاخمة للبحر) وإقليم تيجراي في إثيوبيا الحالية.
ويطلق اسم القاش في المنطقة على فرق رياضية كفريق كرة القدم في مدينتي تسني (إبان ستينيات القرن الماضي) وكسلا، أو على المدارس أو الداخليات فيهما.

## القاش في الشعر والأدب
من الناحية الاجتماعية يشكل القاش مادة أدبية لكثير من الشعراء في السودان الذين كتبوا العديد من القصائد الغنائية التي ورد فيها اسم القاش ومدينة كسلا التي تطل عليه، ومن هؤلاء الشعراء الشاعر السوداني توفيق صالح جبريل في قصيدته الرائعة كسلا والتي قال فيها:
"كان صُبحاً طَلق المَحيا نَدِياً، إذْ حللنا حديقة العُشاقِ
وابنة القاشِ إنْ سرى الطَيفُ وَهناً، واعتَلَى هائماً فكيف لحاقِ
ظلت الغيدُ والقواريرَ والأباريق صَرعَى بِتنَ في إطراقِ"
نغم الساقيّاتِ حرّك أشجاني
وهاج بيّ الهوى مع أنين السواقي
وكذلك الشاعر إسحاق الحلنقي الذي كتب يقول:
من علمك يا فراش
تعبد عيون القاش
الخضرة في الضفة وهمس النسيم الماش"